# Salhate Djamalidine
Salhate Djamalidine (ur. 23 grudnia 1978 w Nanterre we Francji)  – lekkoatletka z Komorów, płotkarka, olimpijka.
Startowała w biegu na 400 metrów przez płotki na igrzyskach w Atenach w 2004 – odpadła w 1 fazie.